# Мерідіан (Техас)
Мерідіан (англ. Meridian) — місто (англ. city) в США, в окрузі Боскі штату Техас. Населення — 1396 осіб (2020).

## Географія
Мерідіан розташований за координатами 31°55′36″ пн. ш. 97°38′57″ зх. д. / 31.92667° пн. ш. 97.64917° зх. д. (31.926583, -97.649098).  За даними Бюро перепису населення США в 2010 році місто мало площу 5,13 км², з яких 5,09 км² — суходіл та 0,04 км² — водойми.

## Демографія
Згідно з переписом 2010 року, у місті мешкали 1493 особи в 524 домогосподарствах у складі 353 родин. Густота населення становила 291 особа/км².  Було 629 помешкань (123/км²).
Расовий склад населення:
| - 82,5 % — білих - 4,6 % — чорних або афроамериканців - 0,5 % — корінних американців - 0,3 % — азіатів - 10,4 % — осіб інших рас |

До двох чи більше рас належало 1,7 %. Частка іспаномовних становила 31,1 % від усіх жителів.
За віковим діапазоном населення розподілялося таким чином: 30,1 % — особи молодші 18 років, 53,6 % — особи у віці 18—64 років, 16,3 % — особи у віці 65 років та старші. Медіана віку мешканця становила 36,1 року. На 100 осіб жіночої статі у місті припадало 93,4 чоловіків;  на 100 жінок у віці від 18 років та старших — 87,4 чоловіків також старших 18 років.
Середній дохід на одне домашнє господарство  становив 47 206 доларів США (медіана — 35 188), а середній дохід на одну сім'ю — 52 103 долари (медіана — 38 229). Медіана доходів становила 35 300 доларів для чоловіків та 22 778 доларів для жінок. За межею бідності перебувало 25,9 % осіб, у тому числі 37,8 % дітей у віці до 18 років та 7,0 % осіб у віці 65 років та старших.
Цивільне працевлаштоване населення становило 610 осіб. Основні галузі зайнятості: освіта, охорона здоров'я та соціальна допомога — 23,8 %, будівництво — 14,3 %, роздрібна торгівля — 12,5 %.